# Gilles Boyer
Gilles Boyer (ur. 4 lipca 1971 w Paryżu) – francuski polityk i prawnik, doradca polityczny premiera Édouarda Philippe'a, poseł do Parlamentu Europejskiego IX i X kadencji.

## Życiorys
Urodził się w rodzinie wykładowców akademickich. Ukończył studia z zakresu prawa publicznego z dyplomem DESS, kształcił się na Université Paris-Nanterre. Dołączył do gaullistowskiego Zgromadzenia na rzecz Republiki, w 1997 został dyrektorem do spraw prawnych w strukturze tego ugrupowania.
W 2002 był członkiem sztabu wyborczego Jacques'a Chiraca. W tym samym roku został dyrektorem gabinetu mera Bordeaux Alaina Juppé. Pełnił tę funkcję do 2006 (z krótką przerwą, gdy w grupie medialnej M6 odpowiadał za relacje instytucjonalne). Związany z Unią na rzecz Ruchu Ludowego i powstałymi na jej bazie Republikanami. Był doradcą politycznym Alaina Juppé, gdy ten pełnił funkcje ministerialne (2007, 2010–2012). Był też dyrektorem jego kampanii w partyjnych prawyborach przed wyborami prezydenckimi w 2017.
Autor i współautor kilku publikacji książkowych: L'Heure de vérité (współautor: Édouard Philippe, 2007), Dans l'ombre (współautor: Édouard Philippe, 2011), Un monde pour Stella (2016) i Rase campagne (2017).
W 2017 premier Édouard Philippe powołał go na stanowisko doradcy politycznego w swoim gabinecie. Funkcję tę pełnił do 2019. W tym samym roku z listy zorganizowanej wokół prezydenckiego ugrupowania LREM uzyskał mandat posła do Europarlamentu IX kadencji. Dołączył do partii Horizons, którą w 2021 założył były premier. W 2024 został wybrany do Europarlamentu kolejnej kadencji.